# ميتور (صاروخ)
صاروخ ميتور هو صاروخ جو-جو من فئة الصواريخ التي تعمل خارج مدى الرؤية البصرية ذو توجيه نشط بالرادار من تطوير شركة إم بي دي إيه. يوفر الصاروخ القدرة على إصابة والتعامل مع أهداف بعيدة المدى مجهزة مضادات إلكترونية على بُعد يزيد عن 100 كم.
الغرض من صنع الصاروخ هو تجهيز طائرات يوروفايتر تايفون لكل من سلاح الجو الملكي البريطاني والقوات الجوية الملكية السعودية،  وسلاح الجو الألماني، والقوات الجوية الإسبانية والقوات الجوية الإيطالية، وطائرات لوكهيد مارتن إف-35 لايتنيغ الثانية التابعة للقوات البريطانية والإيطالية، داسو رافال التابعة للقوات الجوية الفرنسية، والقوات الجوية المصرية والقوات الجوية الأميرية القطرية. وساب جاس-39 غربين التابعة للقوات الجوية السويدية.

## الدول المستخدمة
- المملكة المتحدة على مقاتلات: يوروفايتر تايفون ولوكهيد مارتن إف-35 لايتنيغ الثانية
- مصر على مقاتلات: داسو رافال
- السعودية على مقاتلات: يوروفايتر تايفون
- ألمانيا على مقاتلات: يوروفايتر تايفون
- إيطاليا على مقاتلات: يوروفايتر تايفون ولوكهيد مارتن إف-35 لايتنيغ الثانية
- إسبانيا على مقاتلات: يوروفايتر تايفون
- فرنسا على مقاتلات: داسو رافال
- قطر على مقاتلات: داسو رافال
- السويد على مقاتلات: ساب جاس-39 غربين